# Луганський патронний завод
Закрите акціонерне товариство «Луганський патронний завод» (англ. Luhansk Cartridge Works) — підприємство у Луганську з виготовлення набоїв, виготовлення та ремонту військової, спортивної та мисливської зброї, виробництва обладнання для виготовлення набоїв. З 2014 року знаходиться на території окупованій російськими збройними формуваннями.
За 25 % акцій завод належить компаніям «Elmora Ventures», «Clymer Finance», «Holmgard System» (всі — США) та компанії «Woodex Holdings Limited» (Кіпр).

## Історія
Офіційне відкриття Луганського патронного заводу відбулося 6 травня 1895 р. Заснований на території колишнього Луганського чавуноливарного заводу. Новий казенний патронний завод, продуктивністю 100 млн штук патронів на рік, випускав патрони калібру 7,62×54R мм, винайденні російським офіцером полковником Роговцевим. Завод був основним постачальником бойових набоїв для царської армії.
Навесні 1918 року більшовики вивезли на схід матеріали, обладнання, інструменти, а також кваліфікованих робітників. Через це підприємство не могло повноцінно функціонувати. Влітку 1918 року працівники заводу оголосили страйк. Спілка фабрично-заводських службовців виступила проти порушення власником підприємства М. Оже-де-Ренкуром умов колективного договору, збільшення робочого дня, зменшення тарифних ставок, невиплати заборгованого заробітку. Лише у вересні заводчанам вдалося отримати зарплатню за квітень і підвищення платні на 20–30 %. При цьому у цей час чисельність працівників складала всього 600 осіб.
Під час німецько-радянської війни, в кінці 1941 року, завод був евакуйований в райони Уралу, Сибіру, Середньої Азії та на його базі було утворено 7 заводів. Було виготовлено понад 4 млрд патронів до стрілецької зброї.
1953 року вперше в СРСР завод почав виробництво принципово нового, високовиробничого обладнання — автоматичних роторних ліній, на базі яких згодом було побудовано декілька комплексно автоматизованих заводів для випуску патронів.
Новим етапом розвитку патронного виробництва стало створення у 2002 році ЗАТ «Луганський патронний завод». Концепція ЗАТ «ЛПЗ» — розширені номенклатури виробів, що випускаються, мали попит на світовому ринку, у тому числі вироби відповідно до стандартів провідних світових виробників патронів з використанням потенційних можливостей роторної технології.

### Випуск монет

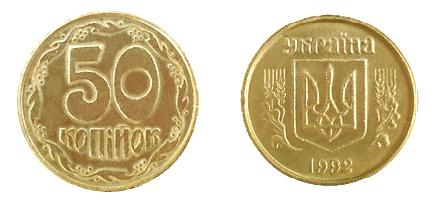
Монета Луганського монетного двору

З 1991 по 1996 рік на базі Луганського патронного заводу існував Луганський монетний двір (об'єкт № 2 НБУ), на якому карбувались українські монети.

### Втрата обладнання
Тимчасова слідча комісія Верховної Ради України для проведення розслідування відомостей щодо фактів розкрадання в ЗСУ та підриву обороноздатності держави у період з 2004—2018 роки встановила, що протягом 1998—2002 років на околицях міста Багдад (Ірак), на території підприємства з виробництва різних боєприпасів був побудований новий цех, який за наявною інформацією був оснащений українським обладнанням, що забезпечувало повний цикл виготовлення набоїв для автоматичної стрілецької зброї, зокрема калібру 7,62 мм з продуктивністю виробництва 200 набоїв на хвилину.
При цьому, за наявною інформацією, постачання до Іраку технологічного обладнання з виробництва набоїв для автоматичної стрілецької зброї здійснювалося ДП «Луганський верстатобудівний завод», однак для постачання були використана технологічна лінія для виробництва набоїв, яка була закладена у державний мобілізаційний резерв і зберігалася на вказаному підприємстві. Однак, така лінія в порушення відповідних процедур вибракувана, з верстатів та обладнання були зняті розпізнавальні клейма (збиті, зрізані чи спиляні: номера, інформація про виробника, країну походження, рік виготовлення тощо), зняті з обліку та експортовані до Іраку. При цьому, за наявною інформацією, з метою забезпечення монтажу та налагодження виробничої лінії до Іраку протягом декількох років виїжджали близько трьох десятків працівників заводу (виїзди були організовані невідомими особами, але з високим ступенем конспірації — працівників спершу звільняли з роботи (після повернення були поновлені); після чого оформлялися закордонні паспорти та візи, але для поїздок до Сирії або Йорданії; після прибуття у пункти призначення організовувалася їх доправляти до Іраку, де такі особи працювали за винагороду у розмірі 1200 доларів США на місяць протягом декількох років (1000 дол. США перераховувалася посередниками адресатам до Луганська, а 200 дол. США вираховувалися на харчування).
Тобто, з отриманої інформації вбачається, що в державному мобілізаційному резерві була закладена і зберігалася технологічна лінія повного циклу виготовлення набоїв для автоматичної стрілецької зброї з високою продуктивністю, на «особливий період», який настав у 2014 році. При цьому, після окупації РФ міста Луганськ, де був розташований патронний завод, з огляду на те, що патрон калібру 7,62 мм станом на 2019 рік належить до числа критичних найменувань для потреб ЗСУ, у держави виникла нагальна потреба розгорнути такий завод для забезпечення виготовлення набоїв для потреб Збройних Сил, однак лінії з виробництва в резерві не виявилось, а закладена фактично була вкрадена.

### Російсько-українська війна
1 червня 2014 року російськими бойовиками завод було захоплено.
28 липня 2014 року українська авіація завдала удар по Луганському патронному заводу, оскільки терористи доставили на передову першу партію патронів, начебто вироблених на підприємстві.

## Сфера діяльності
Завод був користувачем та виробником обладнання для випуску патронів до нарізної та гладкоствольної зброї.
Підприємство ЗАТ «ЛПЗ» виробляло спортивно-мисливські патрони 5,45×39-4 з кулею зі свинцевим сердечником, мисливські патрони 7,62×39-8 з кулею зі свинцевим сердечником та патрони 9×18-7 з кулею зі свинцевим сердечником, а також на заводі освоєно та сертифіковано патрони натовського стандарту 5,56×45. На усіх донних частинах патронних гільз, випущених на заводі, стоїть клеймо «270».
Підприємство також виготовляло інструменти, сувенірну продукцію (медалі, жетони, нагрудні знаки та інше).
Підприємство було постачальником до низки держав, причому серед імпортерів продукції цього підприємства не тільки такі держави як Ємен, Конго і Білорусь, але і члени Північноатлантичного альянсу, наприклад, Греція, Польща.